# Tannbach-Klingefelsen
Tannbach-Klingefelsen este o arie protejată (arie specială de conservare — SAC, sit de importanță comunitară — SCI) din Germania întinsă pe o suprafață de 29 ha, integral pe uscat.

## Localizare
Centrul sitului Tannbach-Klingefelsen este situat la coordonatele 50°23′57″N 11°50′36″E / 50.3992°N 11.8433°E.

## Înființare
Situl Tannbach-Klingefelsen a fost declarat sit de importanță comunitară în septembrie 2000 pentru a proteja 6 specii de animale. Situl a fost protejat și ca arie specială de conservare în iulie 2008.

## Biodiversitate
Situată în ecoregiunea continentală, aria protejată conține 7 habitate naturale: Cursuri de apă de la nivel de câmpie la nivel montan, cu vegetație Ranunculion fluitantis și Callitricho-Batrachion, Pajiști uscate europene, Liziere de ierburi înalte hidrofile de câmpie și de nivel montan până la alpin, Pante stâncoase silicioase cu vegetație casmofită, Roci stâncoase cu vegetație pionieră de Sedo-Scleranthion sau Sedo albi-Veronicion dillenii, Păduri pe pante, grohotișuri și ravene de Tilio-Acerion, Păduri aluvionare cu Alnus glutinosa și Fraxinus excelsior (Alno-Padion, Alnion incanae, Salicion albae).
La baza desemnării sitului se află mai multe specii protejate de  păsări (6): minunița (Aegolius funereus), pescăruș albastru (Alcedo atthis), buha (Bubo bubo), barză neagră (Ciconia nigra), ciuvică (Glaucidium passerinum), sfrâncioc roșiatic (Lanius collurio)
Pe lângă speciile protejate, pe teritoriul sitului au mai fost identificate 2 specii de amfibieni, 2 specii de mamifere, 47 de specii de nevertebrate, 2 specii de pești, 2 specii de reptile.